# Hamaka

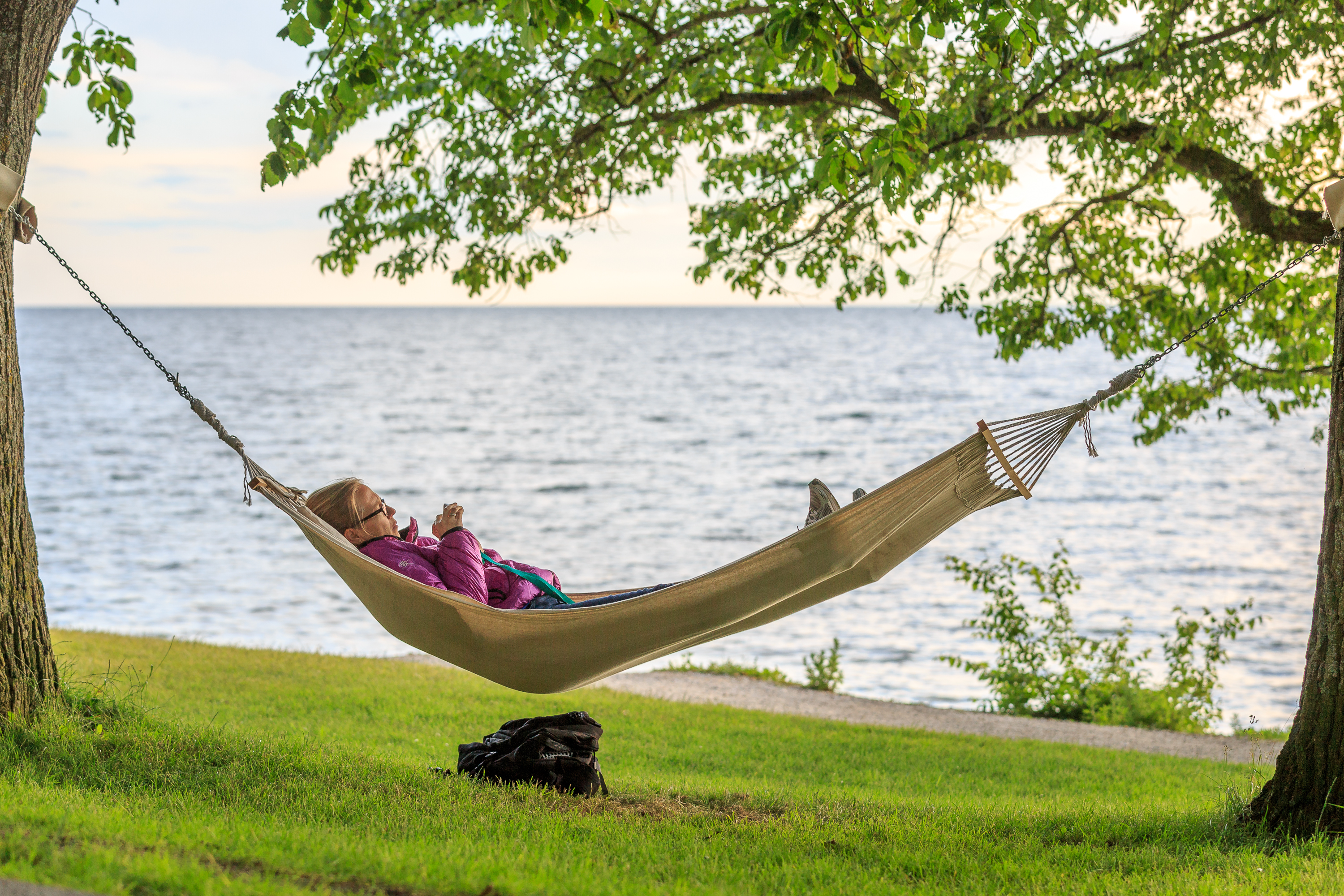
Žena v hamace

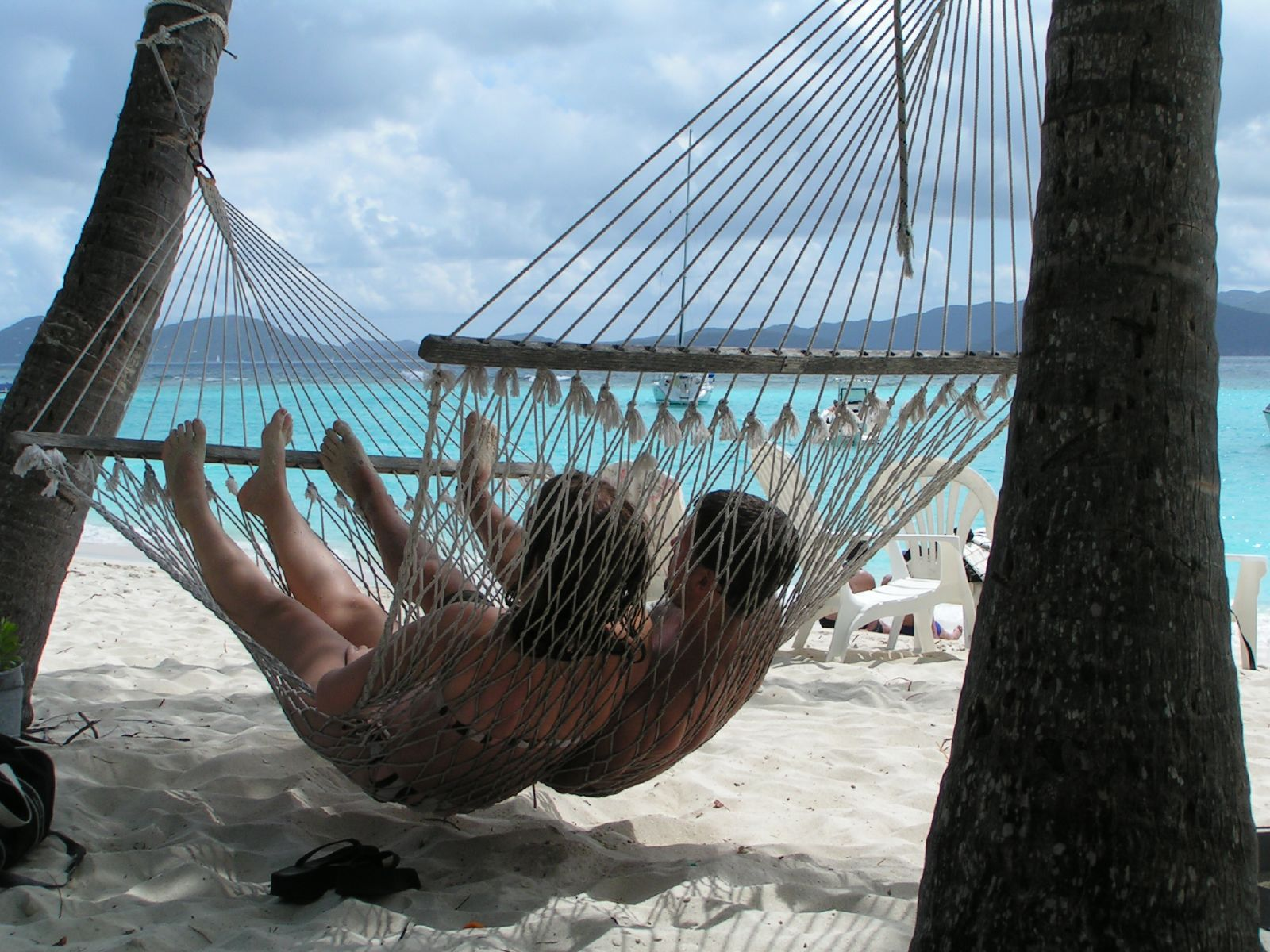
Dvoumístná síť pro odpočinek na pláži

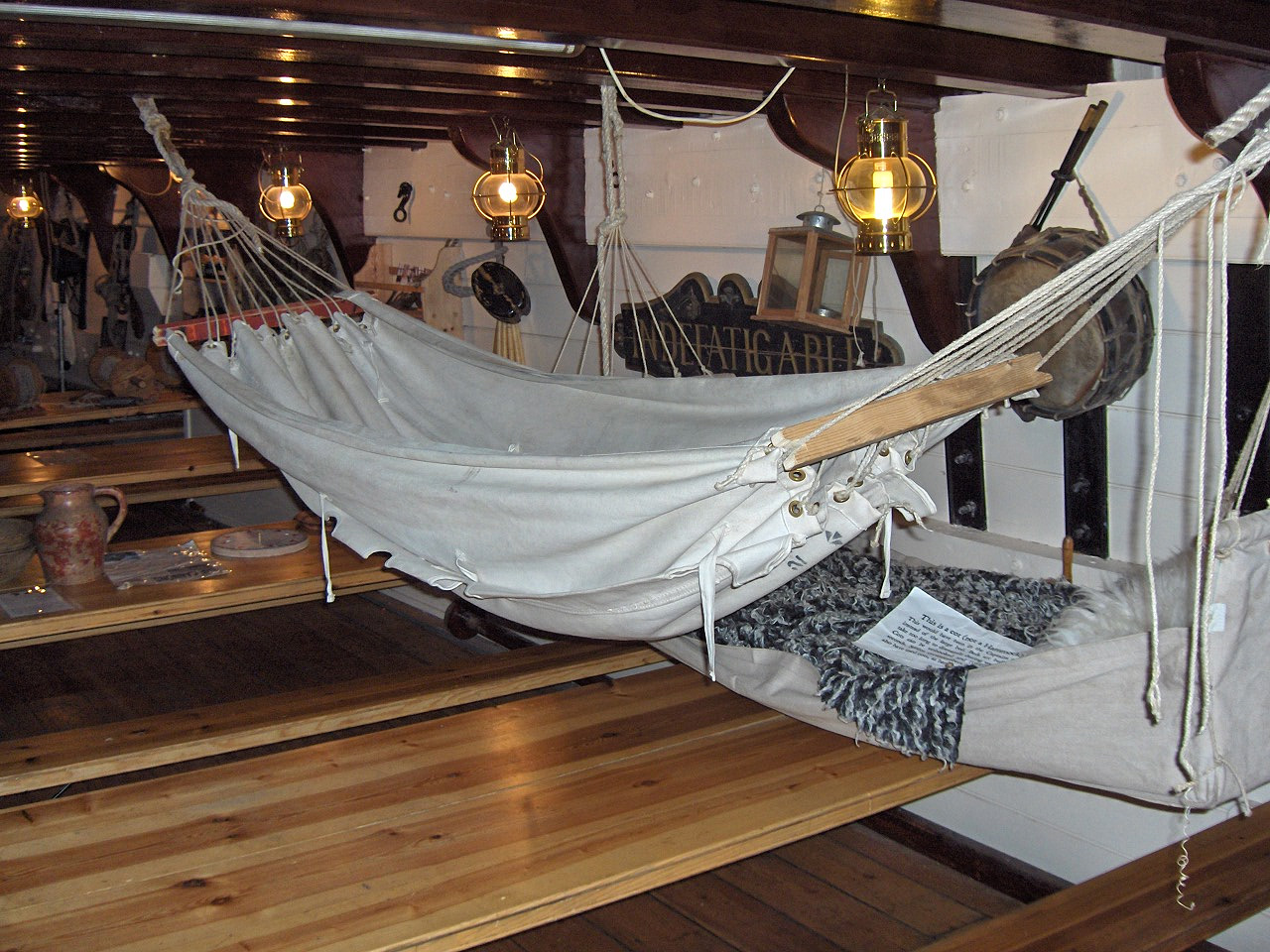
Replika závěsného lůžka z lodi Grand Turk

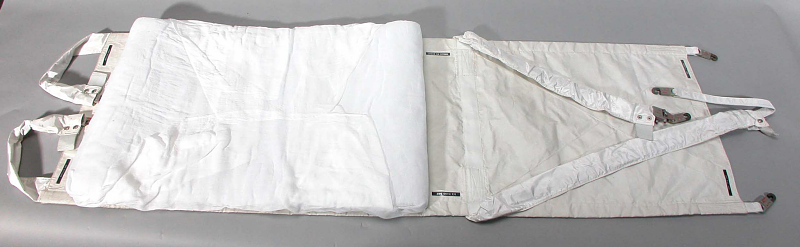
Náhradní závěsné lůžko z lunárního modulu

Hamaka (též hamak často též houpací síť) názvem ze španělského výrazu přejatého od indiánů kmene Taíno – původních obyvatel ostrova Haiti, kde znamenal rybářskou síť, je závěsné lůžko, sloužící k odpočinku a relaxaci. V minulosti byla užívána především posádkami lodí, kterým umožnila relativně pohodlný odpočinek s minimem nároku na prostor (ve srovnání se standardními lůžky). V lunárních modulech byla použita při všech misích, počínaje Apollem 12. Pro její malou hmotnost ji používali i cestovatelé pozemní a mnohým to vydrželo dodnes.
V současnosti je užívána především k relaxaci, ale v některých tradičních oblastech Latinské Ameriky a jihovýchodní Asie je stále využívána i jako hlavní způsob spaní.

## Historie
Pravlastí hamak je Střední a Jižní Amerika, kde je tamější indiáni používali na ochranu před přenašeči chorob a jinými pozemními živočichy, jako jsou kousaví mravenci, hadi a podobně.
Se síťovými hamakami seznámil Evropany Kryštof Kolumbus, který je přivezl z ostrovů nazývaných dnes Bahamy. Látková závěsná lůžka byla již v Evropě známa, ačkoli nepříliš rozšířena.
Ve spisu Ahmada Ibn Fadlána (vyslance bagdádského kalifa) z roku 922 je zmíněno tradiční použití hamak v lodích Normanů/Varjagů.[zdroj?]